# Ouled Saïd
Ouled Saïd es un municipio (baladiyah) de la provincia (vilayato) de Timimoun en Argelia. En agosto de 2011 tenía una población censada de 8219 habitantes.
Se encuentra ubicado al suroeste del país, en el desierto del Sahara.